# Huis van Oombergen

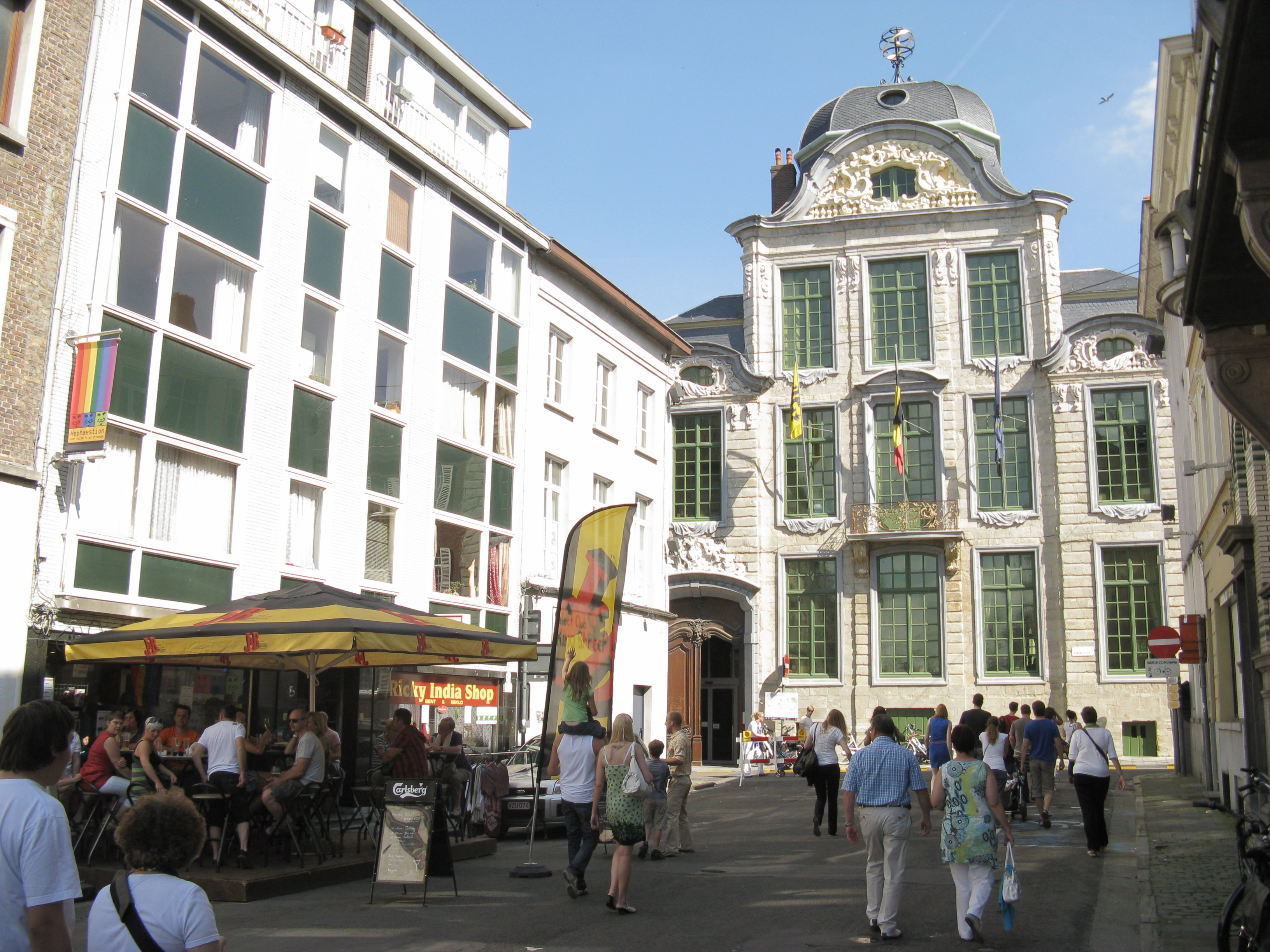
Huis van Oombergen

Het Huis van Oombergen is een historisch pand aan de Koningstraat 18 in de Belgische stad Gent. Het rococo Huys van Oomberghen werd gebouwd op de plek van het middeleeuwse romaanse Dammansteen. In de 16de eeuw was het gebouw in bezit van Jan Damman heer van Oombergen; in 1746 werd het verkocht aan architect David 't Kindt. Die richtte het herenhuis in Lodewijk XV-stijl op en diende er zelf de bouwaanvraag voor in. Nadien werd het Huis van Oombergen bewoond door verschillende adellijke families. Sinds 1892 wordt het gebouw ingenomen door de Koninklijke Academie voor Nederlandse Taal en Letteren. In 2011-2012 werd het pand gerestaureerd. Sinds 1990 is het pand een beschermd monument.

## Afbeeldingen

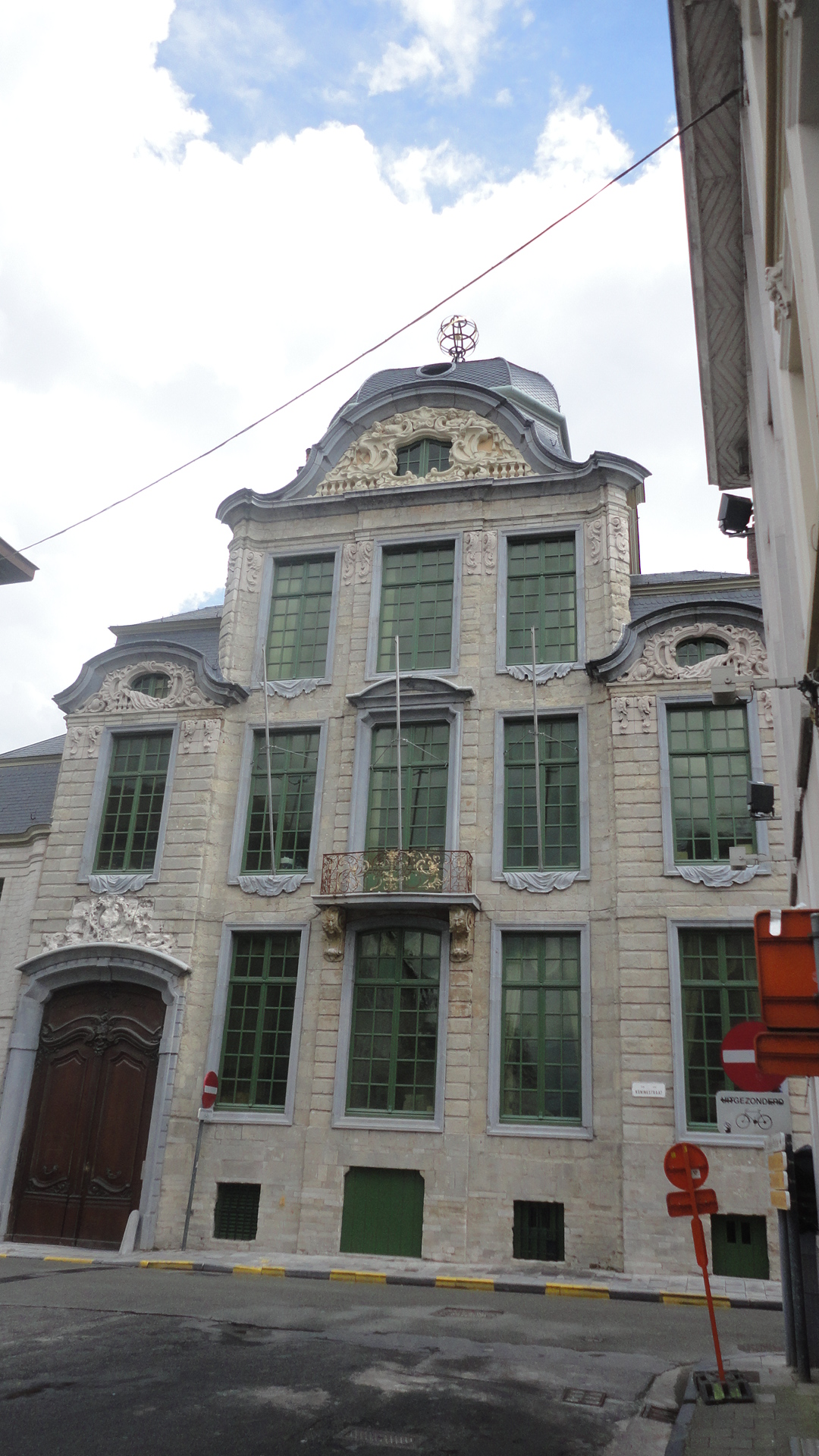
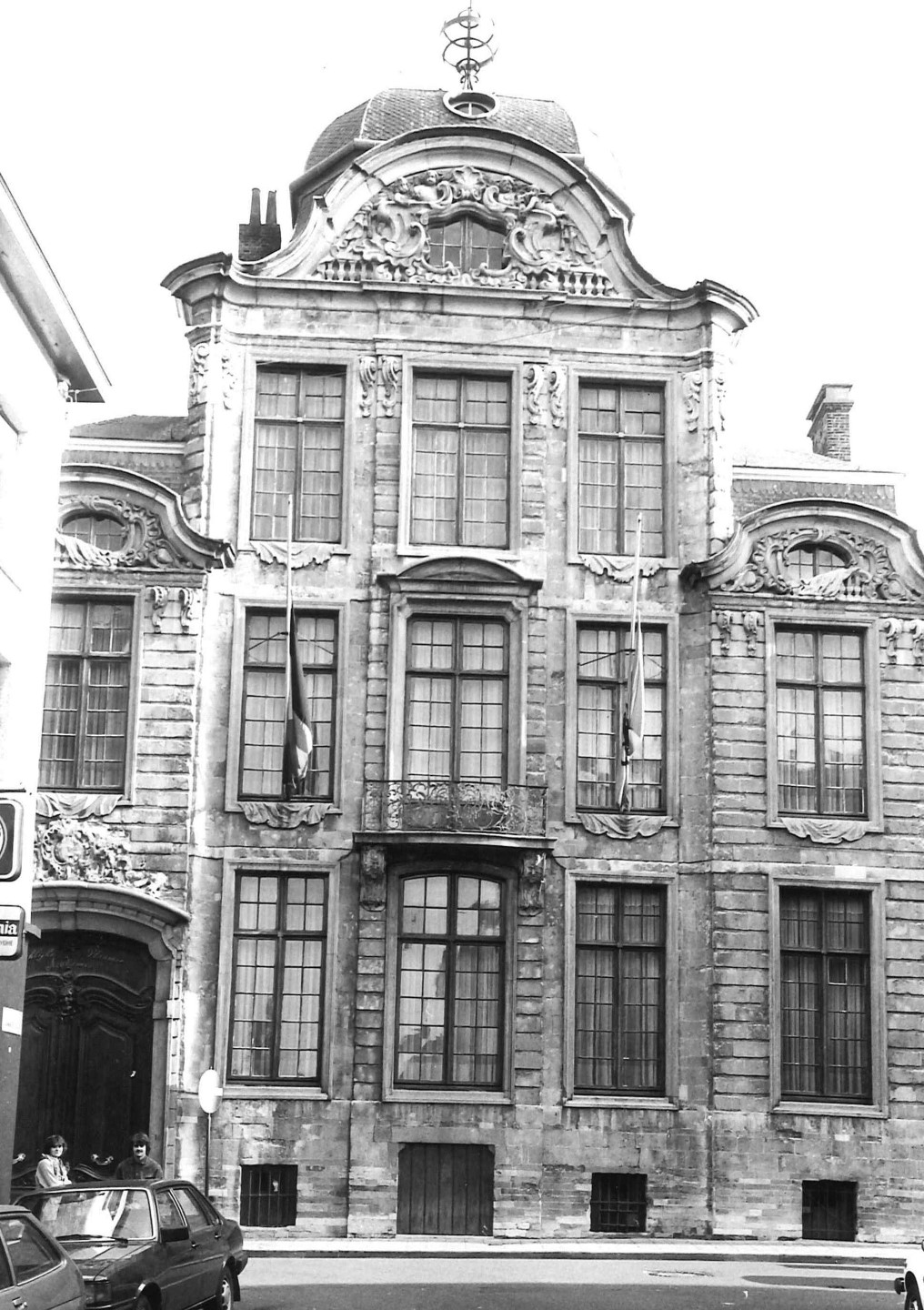
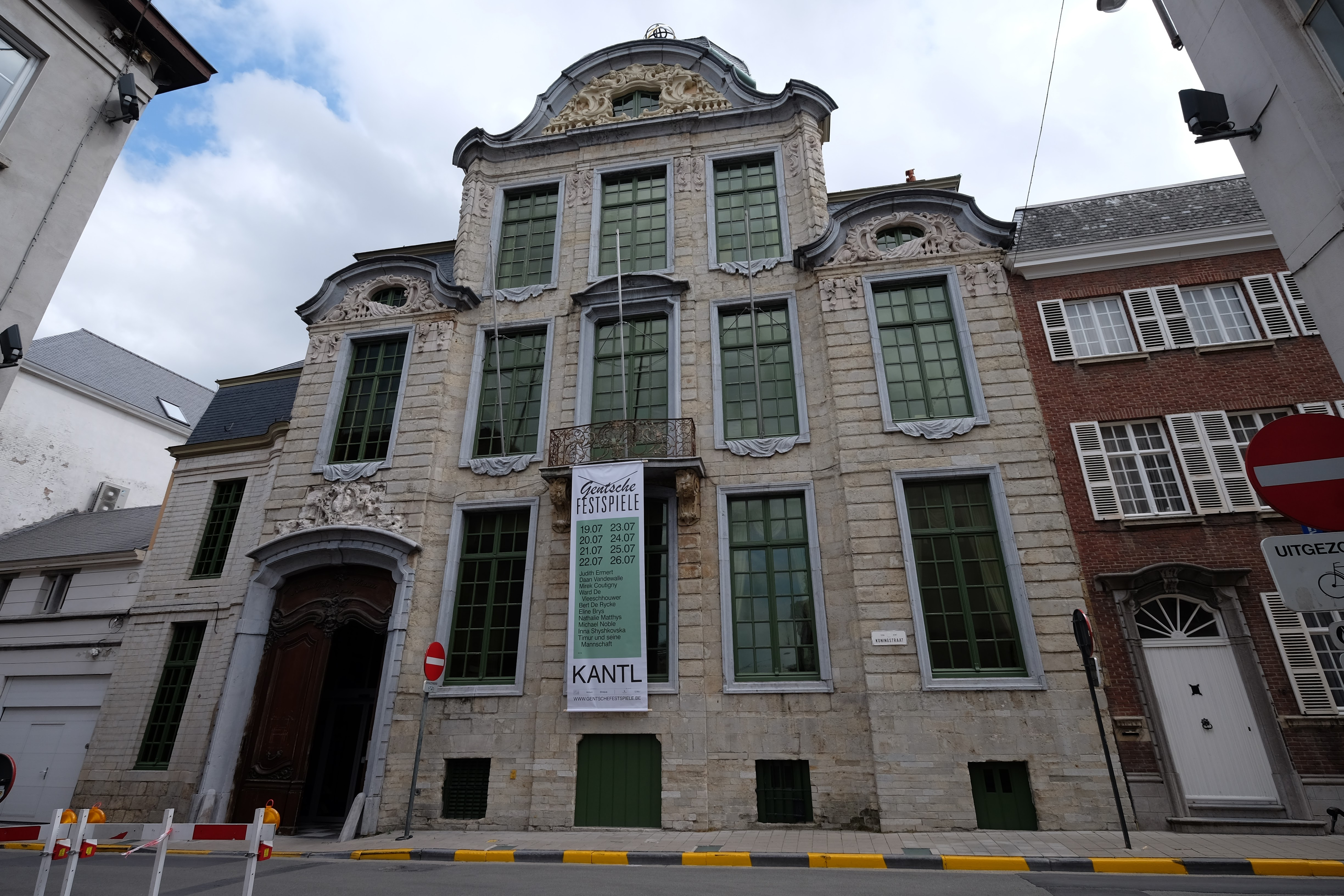
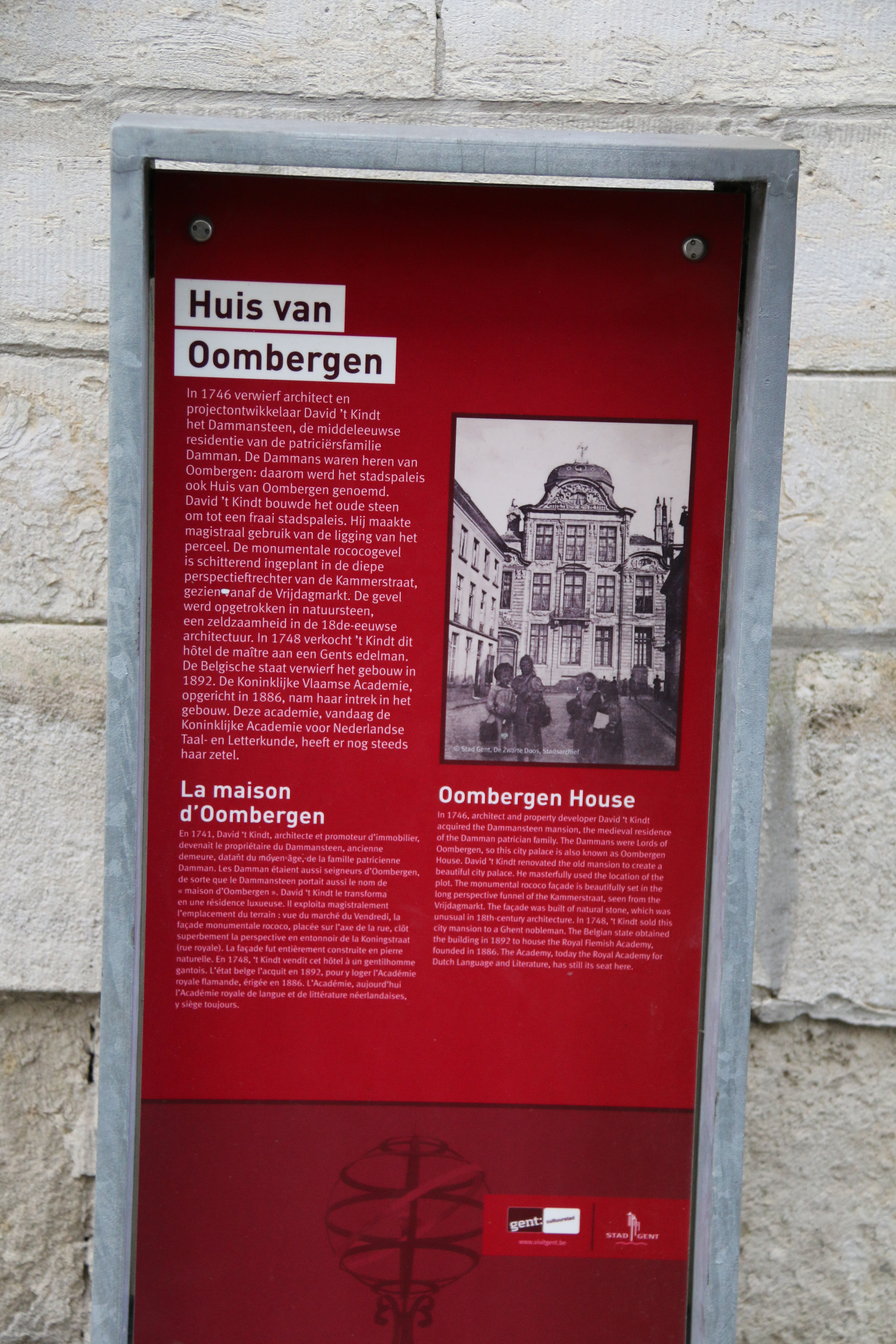